# Brunniberget
Brunniberget är en kulle i Finland. Den ligger i Fäboda i Jakobstad i landskapet Österbotten, 400 km norr om huvudstaden Helsingfors.
Terrängen runt Brunniberget är mycket platt. Närmaste större samhälle är Jakobstad, 5 km öster om Brunniberget. I omgivningarna runt Brunniberget växer i huvudsak blandskog.
Inlandsklimat råder i trakten. Årsmedeltemperaturen i trakten är 1 °C. Den varmaste månaden är juli, då medeltemperaturen är 16 °C, och den kallaste är februari, med −14 °C.